# Неон (военачальник)
Неон (др.-греч. Νέων) — греческий военачальник на службе Антигона I Одноглазого. Предположительно, во время битвы при Саламине на Кипре летом 306 года до н. э. руководил одним из кораблей флота Деметрия Полиоркета.
В античных источниках Неон упомянут лишь один раз у Диодора Сицилийского. После победы Деметрий отдал транспортные корабли Неону и Буриху с приказом преследовать и подбирать уцелевших. Предположительно, главной задачей Буриха и Неона было пленение как можно большего количества воинов Птолемея.